# Rosay-sur-Lieure
Rosay-sur-Lieure település Franciaországban, Eure megyében. Lakosainak száma 510 fő (2022. január 1.). Rosay-sur-Lieure Charleval, Lyons-la-Forêt, Ménesqueville és Touffreville községekkel határos.

## Népesség
A település népessége az elmúlt években az alábbi módon változott:
| Lakosok száma | 485  | 443  | 452  | 530  | 549  | 545  | 530  | 516  | 510  | 510  |
|               | 1968 | 1982 | 1990 | 2006 | 2013 | 2015 | 2017 | 2019 | 2020 | 2022 |